# Jean-Baptiste Dumas
Jean Baptiste Andre Dumas (n. 14 iulie 1800, Alais, Languedoc-Roussillon, Franța – d. 11 aprilie 1884, Cannes, Alpes-Maritimes, Franța) a fost un chimist francez, cunoscut pentru lucrările sale privind analiza și sinteza organică, precum și determinarea unor mase atomice relative și a unor mase moleculare prin măsurarea densităților vaporilor. De asemenea, el a dezvoltat o metodă de analiză a azotului din compuși.

## Biografie
Dumas s-a născut în Alès (Gard), și a devenit ucenic la un farmacist din orașul său natal. În 1816, s-a mutat la Geneva, unde a participat la cursurile lui M. A. Pictet de fizică, C. G. de la Rive de chimie, și A. P. de Candolle de botanică. A început împreună cu Pierre Prevost să lucreze la probleme legate de chimia fiziologică și chiar de embriologie. În 1822, s-a mutat la Paris, ca urmare a sfatului lui Alexander von Humboldt, unde a devenit profesor de chimie, inițial la liceu, iar mai târziu (în 1835), la École polytechnique. El a fost unul dintre fondatorii École centrale des arts et manufactures (ulterior redenumită École centrale Paris) în 1829.

## Legături externe
- Opere de sau despre Jean-Baptiste Dumas la Internet Archive
- Jean-Baptiste Dumas Biography, Pasteur Brewing
- An essay by Josiah Parsons Cooke Reprinted from the Proceedings of the American Academy of Arts and Sciences, vol. xix, 1883–'84 Arhivat în 5 august 2014, la Wayback Machine.
- Jean-Baptiste-André Dumas Science Science Vol. III No.72 Published by the American Association for the Advancement of Science